# Jay Rockefeller
John Davison «Jay» Rockefeller IV (født 18. juni 1937 i New York City) er en amerikansk politiker. Han er medlem af USAs senat og repræsenterer West Virginia og Det demokratiske parti. Han kom ind i Senatet 15. januar 1985 til 2015, hvorefter han overlod posten til Shelley Moore Capito. 
Han er oldebarn af oliemagnaten John D. Rockefeller og nevø af tidligere vicepræsident Nelson Rockefeller, og den eneste demokraten i en traditionel republikansk familie.
Han var guvernør i West Virginia fra 1977 frem til han blev senator.
Jay Rockefeller ejer og bor i Washington D.C.'s største private hjem på adressen 2121 Park Road NW. Huset er på knap 2.000 kvadratmeter og ligger på en 64.000 kvadratmeter grund i kvarteret Crestwood, nord for centrum.